# Andrei Ștefănescu
Andrei Ștefănescu is een Roemeense zanger. Sinds 2004 vormt hij samen met Kamara Ghedi de band Alb Negru. In 2007 waren beiden lid van de gelegenheidsgroep Todomondo.

## Zangcarrière
Alb Negru werd gevormd nadat Ștefănescu en Kamara elkaar in 2002 ontmoetten. Het duo combineert invloeden van dance, r&b en reggae en werd in korte tijd tamelijk beroemd. In 2004 braken ze door in Roemenië met de single Noi doi (Nederlands: "wij tweeën"). Onder leiding van Mister M (Bogdan Tașcău) verscheen in datzelfde jaar hun debuutalbum, getiteld En garde!. In 2005 volgden grote popconcerten. Behalve in Roemenië kende het duo ook populariteit in Frankrijk, Turkije en Spanje. In 2006 kwam hun derde album Hello uit.
In 2007 maakten Ștefănescu en Kamara deel uit van de groep Todomondo (aanvankelijk Locomondo), die Roemenië vertegenwoordigde op het Eurovisiesongfestival 2007. Met het lied Liubi, Liubi, I love you eindigde de groep op de dertiende plaats.
In 2012 scoorde Alb Negru in Roemenië opnieuw een grote hit met Mi-e sete de tine. Dit nummer was een samenwerking met Ralflo & Rareș, met wie Ștefănescu en Kamara later nog meer singles uitbrachten.